# Type 15 SNCB
Ne doit pas être confondu avec Série 15 (SNCB).
La type 15 des chemins de fer belges (SNCB) était une locomotive-tender d'inspiration anglaise pour trains locaux, express et trains de banlieue de disposition "Atlantic" (disposition d'essieux 221T) mise en service entre 1900 et 1908.
Comme toutes les locomotives des types 14 à 20, le type 15 est issu de la classe 721 "Dunalastair" (en) du Caledonian Railway (en) conçues par l'ingénieur John F. McIntosh (en).
Développée en parallèle avec la type 14, à foyer profond, la type 15 était plus puissante et capable de brûler une vaste gamme de charbons grâce à son foyer mi-profond ; elle supplanta deux ans plus tard les locomotives type 14 et donnera naissance en 1905 au type 16 plus puissant et doté de la surchauffe. Ces dernières arpenteront les rails de Belgique jusqu'en 1964 alors que les dernières type 15 éteignirent leurs feux en 1959. La type 14, moins puissante et dépendant des briquettes comme combustible, disparut en 1948.

## Genèse

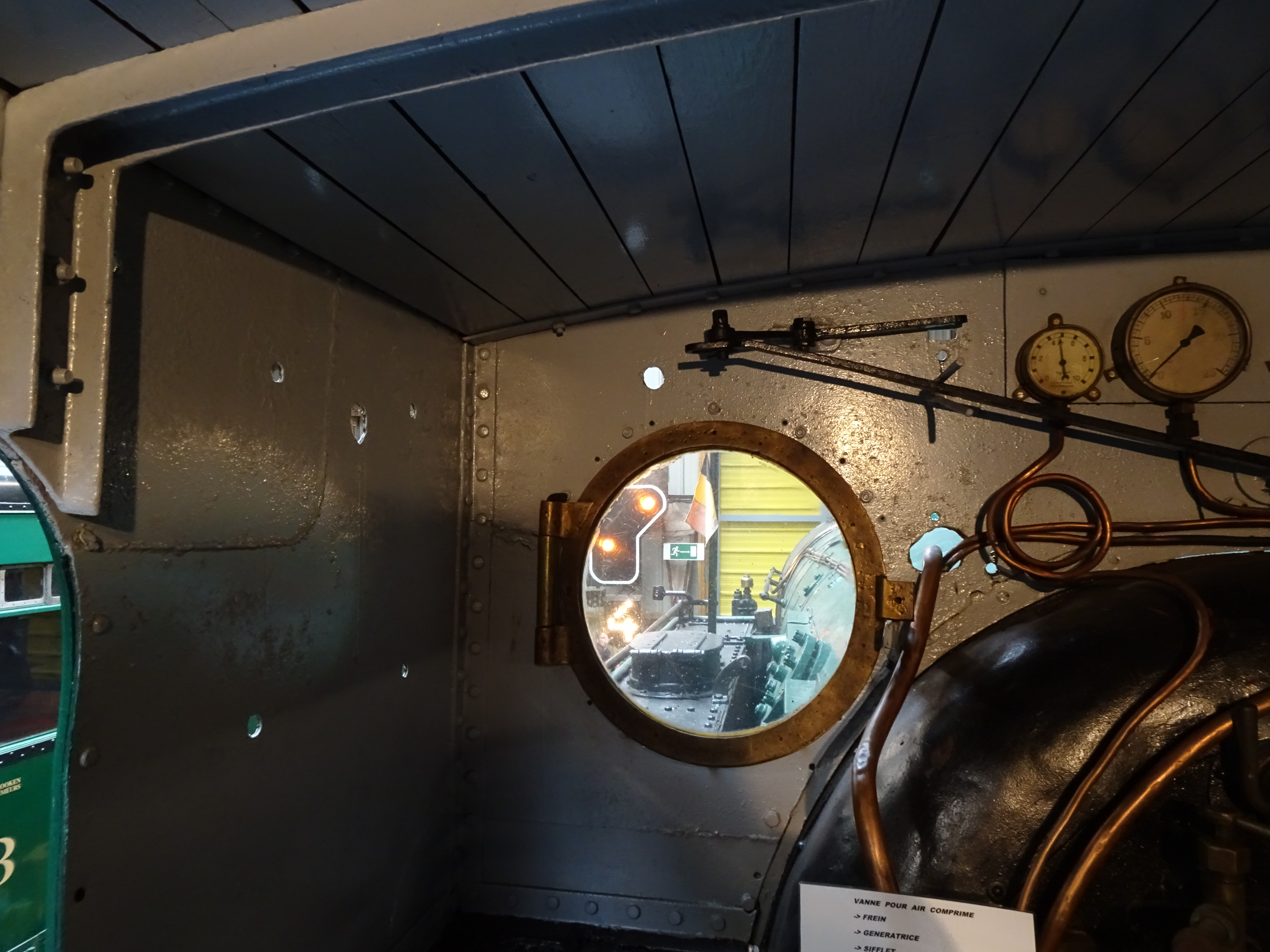
Cabine de conduite de la 16.042 ; celle des type 15 était identique.

En 1899, les Chemins de fer de l'État belge ne possédaient que quelques séries, déjà anciennes, de locomotives-tender pour les services locaux et de banlieue :
- Le type 5 : 36 locomotives de faible puissance, de disposition 120T, construites en 1880-1881 + une en 1900. Elles assuraient les trains locaux, surtout sur des lignes faciles
- Le type 3 : 10 locomotives de disposition apparentée aux 031T, proches du type 2 et construites en 1873 pour des trains de banlieue sur lignes pentues
- Le type 4 : 91 locomotives de disposition 131T issues du type 3 mais plus réussies. Construites de 1878 à 1881, elles étaient utilisées sur des trains de banlieue lourds, des express à courte distance et, en fin de carrière, des trains locaux
- Les locomotives-fourgon Belpaire : 46 locomotives de disposition 021T construites en 1881 et 1886 qui avaient la particularité de comporter un fourgon à bagages
- Le type 11 : 102 locomotives de faible puissance, de disposition 030T, construites entre 1891 et 1898 en vue de remplacer le type 5 sur les trains locaux et de banlieue

Parmi ces différentes séries (sans compter quelques prototypes et de petites séries issues des anciennes compagnies privées), seul le type 4 était apte à remorquer des trains rapides ou de tonnage important ; faute de mieux, un certain nombre de trains locaux, de banlieue ou d'express sur de faibles distances étaient confiés à d'antiques locomotives à tender séparé des types 1, 2 et 2bis. Tous ces modèles étaient équipés d'un Foyer Belpaire brûlant du charbon tout-venant ; ce foyer avait jusqu'ici donné satisfaction mais atteignait ses limites en matière de puissance et dépendait d'un combustible bon marché dont le prix connaissait alors une forte augmentation.
Les locomotives pour express type 17, fonctionnant aux briquettes de charbon, donnant des résultats très satisfaisants, il fut décidé de s'en inspirer pour mettre au point une locomotive-tender rapide pour trains omnibus et de banlieue, capables de remorquer des express à faible parcours.

## Caractéristiques
Entre 1899 et 1900, deux prototypes furent mis au point :
- La 2515, construite par La Meuse et dotée d'un foyer profond disposé entre les deux essieux moteurs, comme le type 17 ; cette locomotive était prévue pour brûler des briquettes, emportait 5 m3 d'eau et développait 830 ch. Elle constitue l'amorce du type 14.
- La 2516, construite par la Société franco-belge, possédait un foyer mi-profond, se prolongeant au-delà du second essieu moteur, capable de brûler des briquettes et du charbon menu. Le foyer mi-profond nécessitait un empattement accru ; sur ce châssis allongé, des soutes plus vastes emportaient 6,5 m3 d'eau. Sa puissance maximale était de 880 ch.

Ces deux modèles livrés simultanément possèdent de nombreux points communs avec les autres modèles étudiés par Mac Intosh (moteur simple expansion à deux cylindres intérieurs, bogie anglais...). Elles diffèrent du type 17 par leurs roues motrices plus petites 1 800 mm au lieu de 1 980 mm, et bien entendu l'absence de tender et les soutes à eau et charbon. Il s’agissait de machines capables d’atteindre 100 km/h.
La 2516, était plus puissante ; son foyer mi-profond est proche de celui du type 30, un autre modèle de locomotive d'inspiration anglaise (disposition 030) livré en 1900 pour assurer des trains de marchandises ou des omnibus lourds.
Ces locomotives étaient réversibles afin de supprimer la perte de temps du revirement sur plaque tournante après chaque parcours. Le bissel arrière permettait de circuler à vitesse importante tender en avant. Tout comme le type 17, elle possédait un bogie avant non-freiné.
Comme les lignes secondaires ne toléraient pas de charges supérieures à 14 t par essieu ; les locomotives type 15 engagées sur ces lignes ne pouvaient pas y circuler avec leurs soutes à eau pleinement chargées, dans ce cas, la masse adhérente maximale (masse répartie sur les seuls essieux moteurs) était de 28 t ; sur les lignes principales, la masse adhérente maximale d'une type 15 à foyer mi-profond (soutes pleinement chargées) était de 34,2 t, au lieu de 32,5 pour une type 15 à foyer profond. Comme toutes les locomotives-tender, son poids adhérent diminuait au fur et à mesure qu'étaient utilisées les réserves d'eau et de charbon. Avec des réserves faibles sur des rails glissants, les locomotives type 14, 15 et 16 pouvaient souffrir de patinages et escalader certaines pentes à vitesse très réduite.

## Carrière et services effectués
La 2515, à foyer profond, fut essayée en tête d'une rame de voitures à voyageurs sur les difficiles rampes continues (14 ‰) de ligne Bruxelles - Charleroi entre Bruxelles-Midi et Rhode-Saint-Genèse. Elle fut exposée à Vincennes lors de l'Exposition universelle de 1900 à Paris.
La 2516, bien que plus puissante et capable, comme les locomotives type 30, de brûler des charbons moins onéreux, ne fut pas immédiatement produite en série ; seules deux exemplaires étant commandés en 1899. À partir de 1901, les Chemins de fer de l’État belge revirent leur copie et le type 15 à foyer semi-profond supplanta entièrement le type 15 à foyer profond sur les chaînes de montage avec au total 73 exemplaires livrés jusqu'en 1908.
En 1905, année où la surchauffe fit son apparition en Belgique, un prototype dérivé du type 15 à foyer profond doté d'un surchauffeur Schmidt fut commandé à Zimmerman-Hanrez et exposé à l’Exposition universelle de Liège de 1905. Elle sera suivie par 78 autres locomotives, appelées type 15S et construites jusqu'en 1913. Plus puissantes et économes que les type 15 originelles, elles les remplacèrent sur certains omnibus lourds, directs et semi-directs.
De nombreuses locomotives type 15 de toutes versions confondues furent détruites ou endommagées au-delà de toutes réparations durant la Première Guerre mondiale.

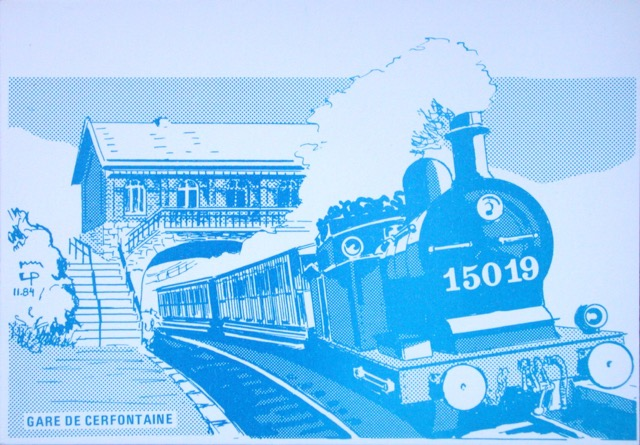
Illustration représentant une la 15.019 (Zimmerman, 1901) à Cerfontaine.

En 1925, la renumérotation du matériel des Chemins de fer de l’État belge (qui devinrent la SNCB l'année suivante) permit de séparer ces trois sous-séries à la numérotation imbriquée
- Le type 15 à foyer profond fut renuméroté type 14
- Le type 15 à foyer mi-profond resta le type 15
- Le type 15S, à surchauffe, fut renuméroté type 16 (les Mogul de forte puissante construites vers 1897 qui étaient également appelées type 16 avaient au préalables toutes été mises hors-service)

Durant l'entre-deux-guerres, les locomotives type 15 bénéficièrent d'améliorations destinées à compenser certains de leurs défauts.
- Transformation du bogie avant (non freiné) sur le modèle des bogies freinés des type 16 (reconnaissables aux cylindres du système de freinage posés sur le bogie)
- Installation d'une soute à charbon sur le toit de la cabine et d'une trémie. Cette amélioration, qui toucha aussi les locomotives type 14 et 16, permit de doubler la capacité en charbon 4 t au lieu de 2.

### Fin de carrière
Après la Seconde Guerre mondiale, la SNCB faisait face à la fermeture de lignes locales et au remplacement de courtes rames tractées par des autorails. Les locomotives type 14 furent les premières à disparaître, les dernières étant radiées en 1948.
Les dernières locomotives du type 15 se maintirent jusqu'en 1959. On les voyait notamment sur les lignes de l'Entre-Sambre-et-Meuse, sur les mêmes services que les locomotives type 16, dont les derniers exemplaires furent radiées en 1964.
Aucune locomotive type 14 et 15 ne fut sauvegardée ; la seule locomotive-tender de cette famille à avoir été préservée est la 16.042, appartenant aux collections de la SNCB et actuellement préservée au musée de Treignes.